# プラターパ・マッラ

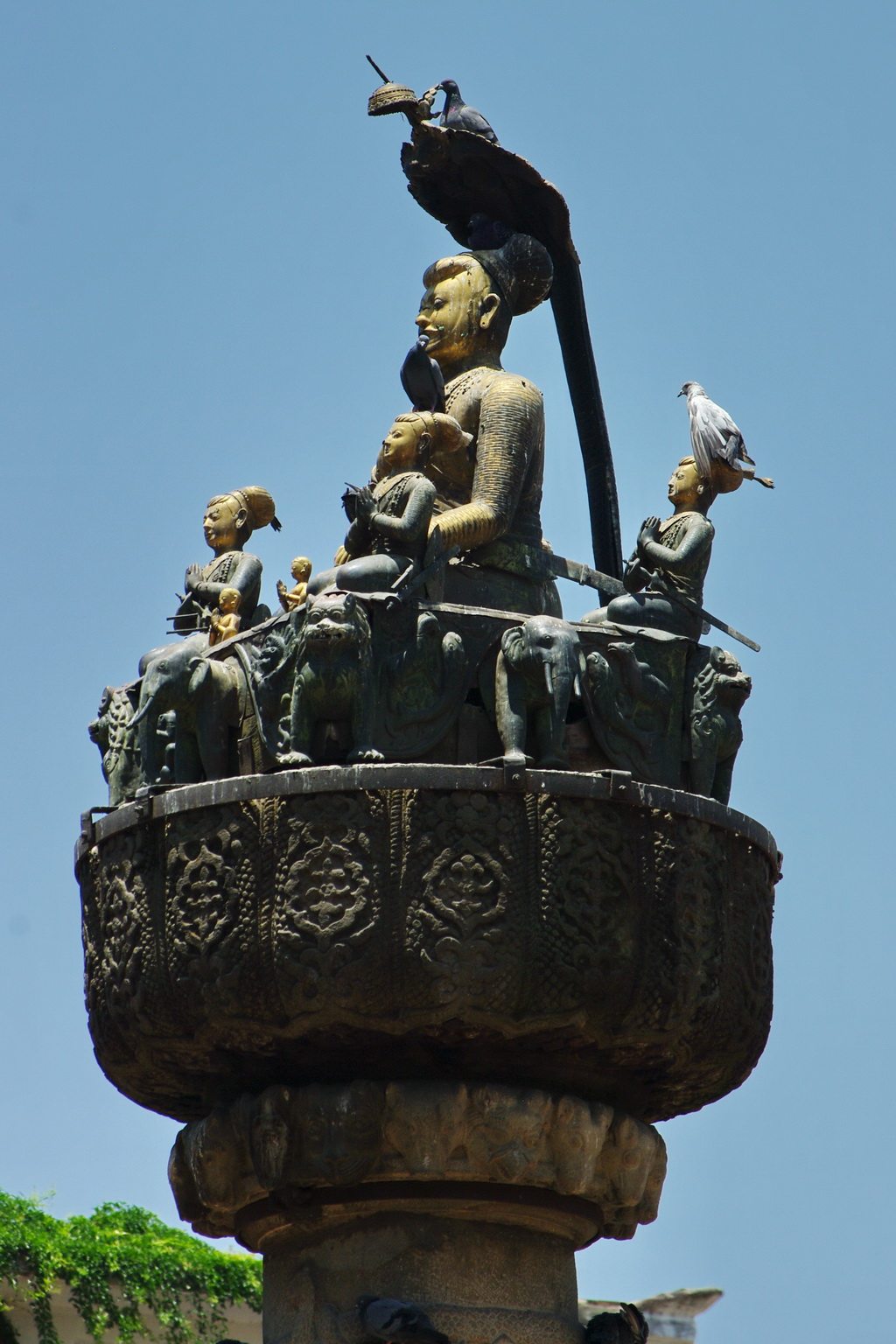
プラターパ・マッラ

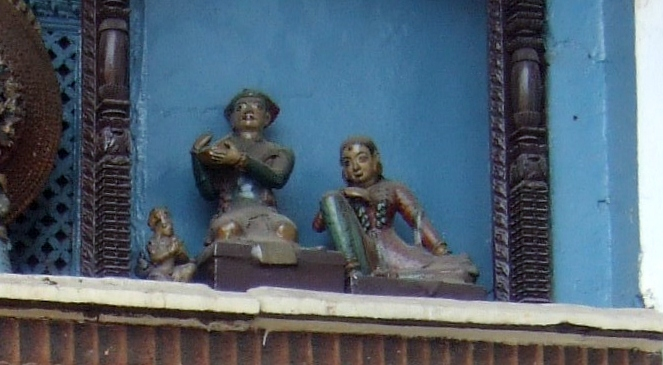
プラターパ・マッラとその妃の像

プラターパ・マッラ（Pratapa Malla, 1624年 - 1674年）は、ネパール、カトマンズ・マッラ朝の君主（在位：1641年 - 1674年）。

## 生涯
1641年、軟弱な性格の父ラクシュミーナラシンハ・マッラを退位させて即位した。
その治世、領土は拡大し、経済は繁栄、文化も発展するなどカトマンズは栄えた。また、有能な摂政ビーマ・マッラが彼を支え、チベットの交易を強化した。
1674年、プラターパ・マッラは死亡した。ヌリペーンドラ・マッラ、パールティヴェーンドラ・マッラ、マヒーパテーンドラ・マッラの三王子、バークトゥ・マッラ、マーンダーターシンハ・マッラの二庶子がいたが、三王子で年長のヌリペーンドラが即位した。